# Касав'єха
Касав'єха (ісп. Casavieja) — муніципалітет в Іспанії, у складі автономної спільноти Кастилія-і-Леон, у провінції Авіла. Населення — 1568 осіб (2010).
Муніципалітет розташований на відстані близько 90 км на захід від Мадрида, 42 км на південь від Авіли.

## Демографія
Динаміка населення (INE ):

## Галерея зображень

Касав'єха
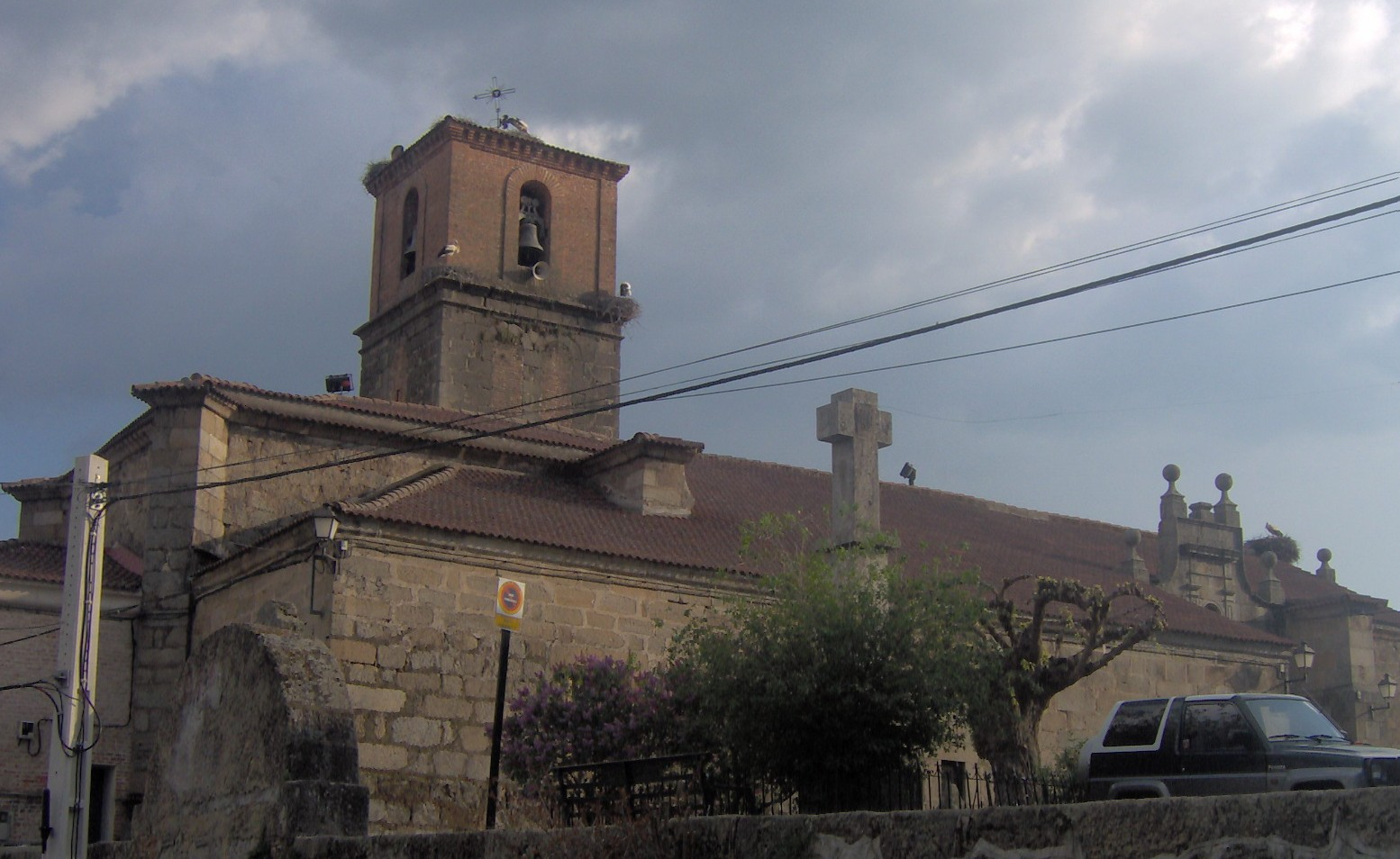
Церква Сан-Хуан-Баутіста у Касав'єсі
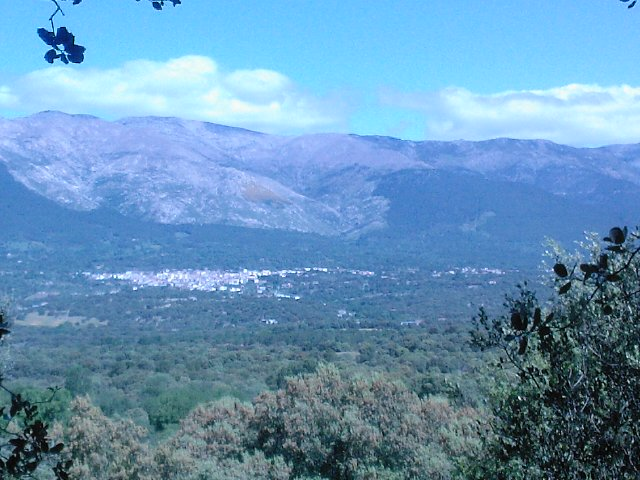
Касав'єха
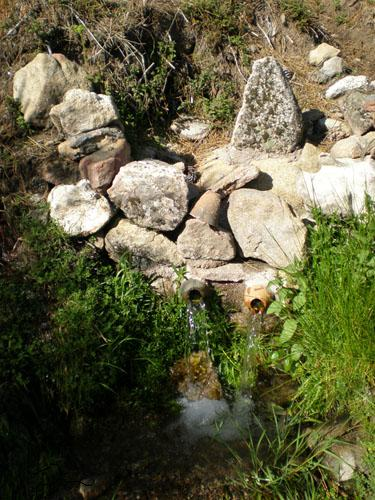
Фонтан